# 北克维尔国家公园
北克维尔国家公园（瑞典語：Norra Kvills nationalpark）是瑞典的一個國家公園，位於瑞典東南部。北克维尔国家公园成立於1927年，是一個面積較小的國家公園，內有樹齡約1000年的橡樹。

## 外部連結
- 北克维尔国家公园 （页面存档备份，存于）